# Kenji Midori
Kenji Midori (緑 健児, Midori Kenji, né le 18 avril 1962 à Amami-Ōshima, dans la préfecture de Kagoshima, au Japon)
est un karatéka pratiquant le Kyokushinkai. Il fut double champion du monde en 1991 et préside la World Karate Organization (新極真会, Shinkyokushinkai), la NPO International Karate Organization et la NPO Kyokushinkaikan.

## Biographie
Né au sud de l'île de Kyūshū, Kenji commence le karaté en 1978. Il se distingue rapidement en participant aux tournois les plus prestigieux du Japon, et, en 1985, remporte pour la première fois le All Japan Weight Division Tournament. Masutatsu Oyama, fondateur du Kyokushinkai, le prend sous son aile et le somme de remporter les championnats du monde, ce qu'il fera dans la catégorie -70 kg et Open lors des 5èmes championnats du monde en 1991. Après la mort de son mentor Mas Oyama, il décide de se séparer de la branche officielle (l'IKO, dirigé par Kancho Shokei Matsui) pour créer en 2003 la World Karate Organization, Shinkyokushinkai. Il a reçu son sixième Dan le 26 novembre 2002. Kenji Midori est marié, il a deux fils et une fille.

## Palmarès
- 1980 avril : 4e au 1er Tournoi de la préfecture de Chiba
- 1983 août : 3e au 1er NishiNihon Tournament (tournoi réunissant les combattants de l'ouest du Japon)
- 1984 avril : Classé dans les 8 premiers du 1er All Japan Weight Division dans la catégorie léger(- 70 kg)
- 1985 juin : 1er au 2e All Japan Weight Division, catégorie léger (-70 kg)
- 1985 novembre : 5e et Best Fighting Spirit Award aux 17e All Japan Tournament
- 1987 juin : 1er place aux 4e All Japan Weight Division, catégorie léger (-70 kg)
- 1987 novembre : Classé dans les 16 premiers et Best Technique Award aux 4e championnats du monde
- 1988 septembre : 2e à un tournoi international en Suisse
- 1990 juin : 1er aux 7e All Japan Weight Division, catégorie léger (-70 kg)
- 1990 décembre : 2e aux 22e All Japan Tournament, catégorie Open
- 1991 novembre : 1er aux 5e championnats du monde, catégorie léger (-70 kg) et Open (toutes catégorie confondues)

## Particularités
Malgré sa petite taille (1,65 m) et son poids léger, Kenji Midori a réussi à s'imposer dans la catégorie Open aux championnats du monde grâce à son agilité, sa vitesse d'exécution des mouvements et à l'utilisation de techniques spectaculaires (notamment le wheellkick (Tobi Kakato Otoshi) ou le mae geri sur pied d'appui) lui permettant de finaliser ses KO rapidement.